# Episema declinans
Episema declinans là một loài bướm đêm trong họ Noctuidae.